# Karl Heinz Oppel
Karl Heinz Oppel (født 16. december 1924 i Dresden, død 27. oktober 2016 i Berlin), var en tysk skuespiller, som bl.a. er kendt for at lægge stemme til Egon Olsen i de tysksynkroniserede versioner af den danske filmserie Olsen-banden.

## Filmografi
- 1958: Das Lied der Matrosen
- 1960: Septemberliebe
- 1961: Gewissen in Aufruhr
- 1962: Das grüne Ungeheuer (TV-miniserie)
- 1964: Die goldene Gans
- 1964: Alaskafüchse
- 1968: Hauptmann Florian von der Mühle
- 1974: Polizeiruf 110: Konzert für einen Außenseiter (TV-serie)
- 1979: Einfach Blumen aufs Dach
- 1986: Der Staatsanwalt hat das Wort: Paule (TV-serie)
- 1987: Polizeiruf 110: Die alte Frau im Lehnstuhl (TV-serie)
- 1988: Mensch, mein Papa…!
- 1991: Scheusal